# Љаху-Наку (Јаши)
Љаху-Наку (рум. Leahu-Nacu) насеље је у Румунији у округу Јаши у општини Делени. Oпштина се налази на надморској висини од 86 m.

## Становништво
Према подацима из 2002. године у насељу је живело 93 становника, од којих су сви румунске националности.